# Lebohang Maboe
Lebohang Kgosana Maboe (Heidelberg, 17 settembre 1994) è un calciatore sudafricano, attaccante del M. Sundowns e della nazionale sudafricana.

## Palmarès

### Club

#### Competizioni nazionali
- Campionato sudafricano: 7

Mamelodi Sundowns: 2018-2019, 2019-2020, 2020-2021, 2021-2022, 2022-2023, 2023-2024, 2024-2025
- Coppa del Sudafrica: 1

Mamelodi Sundowns: 2019-2020

#### Competizioni internazionali
- African Football League: 1

Mamelodi Sundowns: 2023